# Мои-де-л’Эн (кантон)
Мои-де-л’Эн (фр. Moÿ-de-l’Aisne) — упраздненный кантон во Франции, регион Пикардия. Департамент кантона — Эна. Входил в состав округа Сен-Кантен. Население кантона на 2011 год составляло 7 918 человек.
Код INSEE кантона — 0220. Всего в кантон Мои-де-л’Эн входило 17 коммун, из них главной коммуной являлась Мои-де-л’Эн.

## Коммуны кантона
В состав кантона входили коммуны (население по данным Национального института статистики за 2011 г.):
- Аленкур — население 511 чел.
- Бене — население 214 чел.
- Бертеникур — население 210 чел.
- Бриссе-Шуаньи — население 307 чел.
- Брисси-Амежикур — население 640 чел.
- Вандёй — население 916 чел.
- Жиберкур — население 47 чел.
- Инакур — население 33 чел.
- Итанкур — население 1 102 чел.
- Ли-Фонтен — население 126 чел.
- Мезьер-сюр-Уаз — население 540 чел.
- Мои-де-л’Эн — население 985 чел.
- Реминьи — население 393 чел.
- Серизи — население 58 чел.
- Шатийон-сюр-Уаз — население 126 чел.
- Эссиньи-ле-Гран — население 1 097 чел.
- Юрвилле — население 613 чел.

## Экономика
Структура занятости населения:
- сельское хозяйство — 6,3 %
- промышленность — 34,0 %
- строительство — 4,7 %
- торговля, транспорт и сфера услуг — 30,7 %
- государственные и муниципальные службы — 24,3 %

## Политика
На президентских выборах 2012 г. жители кантона отдали в 1-м туре 27,2 % голосов Марин Ле Пен против 26,3 % у Николя Саркози и 24,9 % у Франсуа Олланда, во 2-м туре в кантоне победил Саркози, получивший 51,5 % (2007 г. 1 тур: Саркози — 32,1 %, Сеголен Руаяль — 21,8 %; 2 тур: Саркози — 57,4 %). На выборах в Национальное собрание в 2012 г. по 2-му избирательному округу департамента Эна они поддержали кандидата партии Союз за народное движение, действующего депутата и мэра Сен-Кантена Ксавье Бертрана, получившего 39,4 % голосов в 1-м туре и 52,0 % голосов — во 2-м туре.
|  | Кандидат            | Партия                  | % голосов |
|  | ------------------- | ----------------------- | --------- |
|  | Фредерик Мартен     | Социалистическая партия | 54,48     |
|  | Венсан Ванстеенберг | Прочие правые           | 32,89     |
|  | Ален Бетем          | Независимый             | 12,63     |